# State Legislature

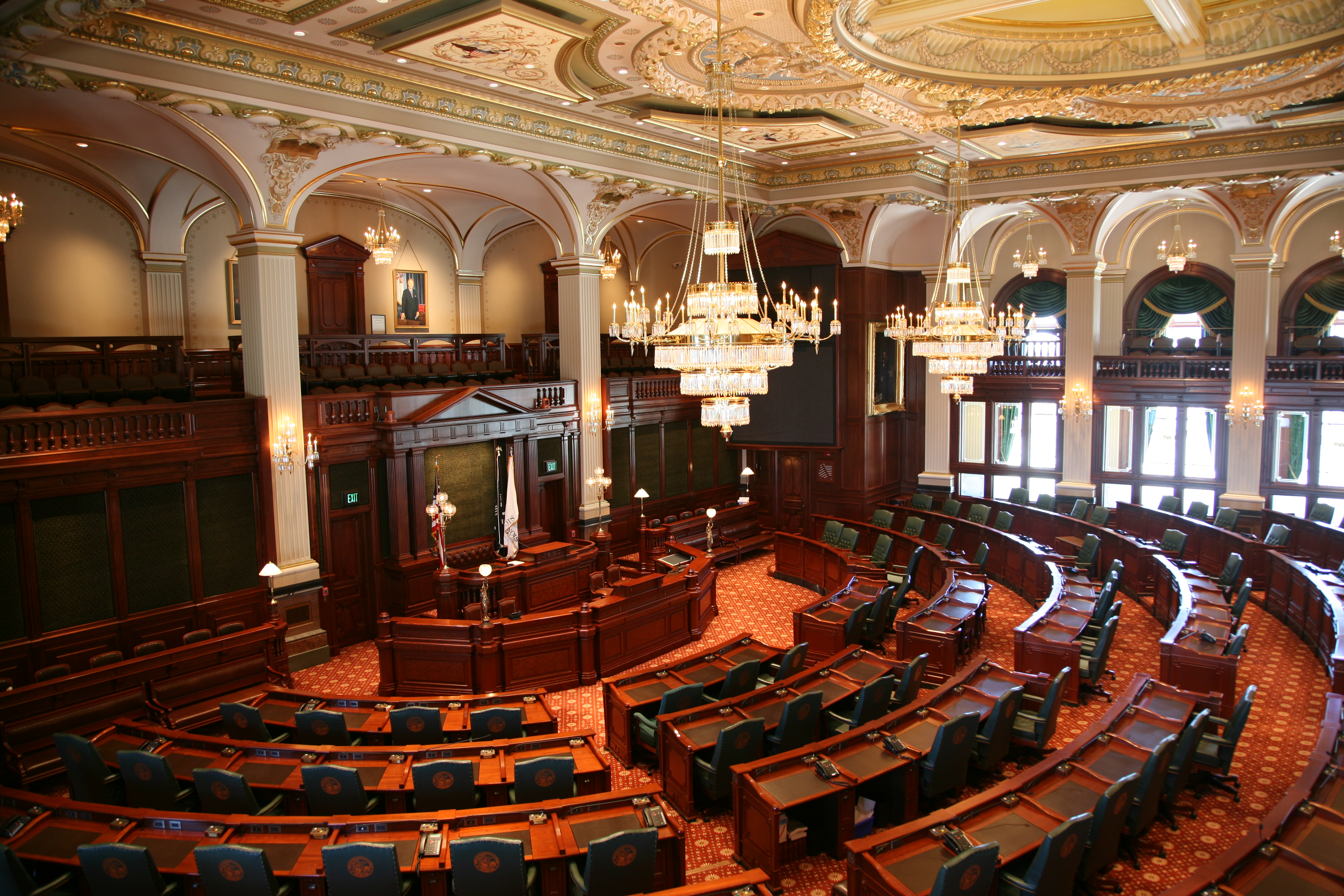
Plenarsaal des Repräsentantenhauses von Illinois

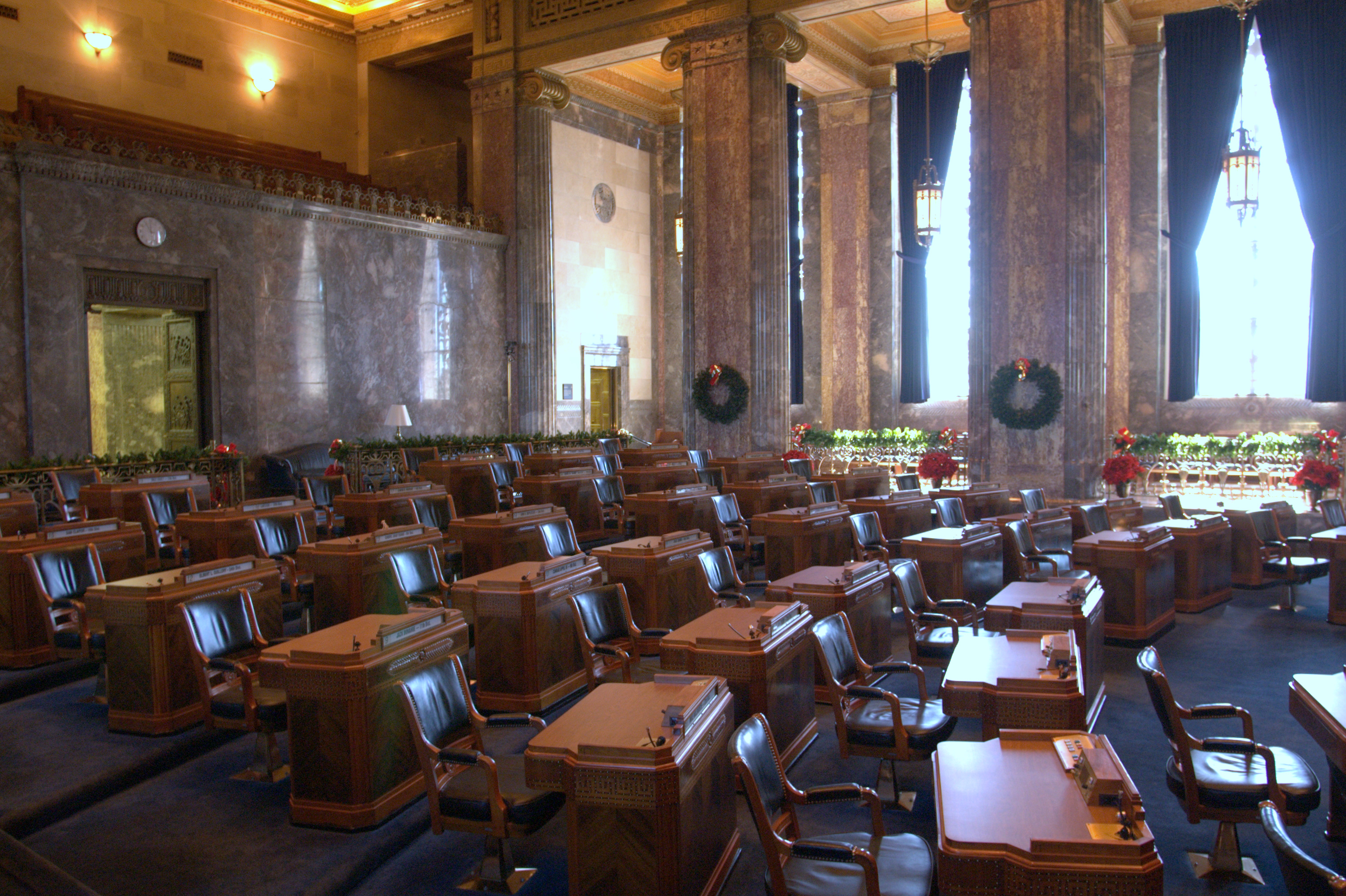
Sitzungssaal des Senats von Louisiana

Als State Legislature werden in den Vereinigten Staaten die Parlamente der Bundesstaaten bezeichnet. In manchen Bundesstaaten finden sich auch Begriffe wie General Assembly oder General Court. Da alle US-Bundesstaaten mit Ausnahme Nebraskas ein Zweikammerparlament – bestehend aus einem Senat und einem Abgeordnetenhaus – haben, handelt es sich also um einen Oberbegriff. Die Mitglieder beider Parlamentskammern werden direkt von den wahlberechtigten Bürgern gewählt.

## Zusammensetzung
State Legislature ist in den Bundesstaaten der Oberbegriff für die Legislative, die in allen Staaten außer Nebraska aus zwei Kammern besteht. Dabei ist der jeweilige Staatssenat das Oberhaus (auch Smaller Chamber oder Senate) und das Abgeordnetenhaus das Unterhaus (auch Larger Chamber, State Assembly  oder House of Representatives).
Die jeweiligen Unterhäuser haben stets mehr Abgeordnete als die Oberhäuser. Die Mehrheitsfraktion wählt in den Unterhäusern einen Sprecher (Speaker) zum Vorsitzenden der Kammer, während in vielen Staatssenaten automatisch der amtierende Vizegouverneur Senatspräsident ist. Dabei spielt es keine Rolle, ob der Vizegouverneur Mitglied der Mehrheitspartei ist oder nicht. Trotz der Stellung als Senatspräsident hat ein Vizegouverneur nur bei einem Patt ein Stimmrecht. Darüber hinaus wählen die Senate, bzw. deren Mehrheitsfraktion, einen Senatspräsidenten auf Zeit (Präsident pro tempore). In den fünf Staaten ohne Vizegouverneur wird ein Senatspräsident durch die Kammer gewählt, welcher der Mehrheitsfraktion angehört. Allerdings sind nicht alle Vizegouverneure auch Senatspräsident. Ein Beispiel hierfür ist Illinois. Darüber hinaus wählen die jeweiligen Fraktionen in beiden Kammern einen Fraktionsvorsitzenden. Diese werden als Majority Leader für die Mehrheitspartei und Minority Leader für die Minderheitspartei bezeichnet. In manchen Staaten gibt es keinen gesonderten Fraktionsvorsitzenden der Mehrheitspartei; hier ist der Präsident pro tempore auch Führer seiner Fraktion. Gleiches gilt für die Sprecher der Unterhäuser.
Mitglieder der Oberhäuser werden meist mit Senator oder seltener State Senator angesprochen, während Abgeordnete der Unterhäuser meist als Assemblyman bzw. Assemblywoman bezeichnet werden.

## Aufgaben

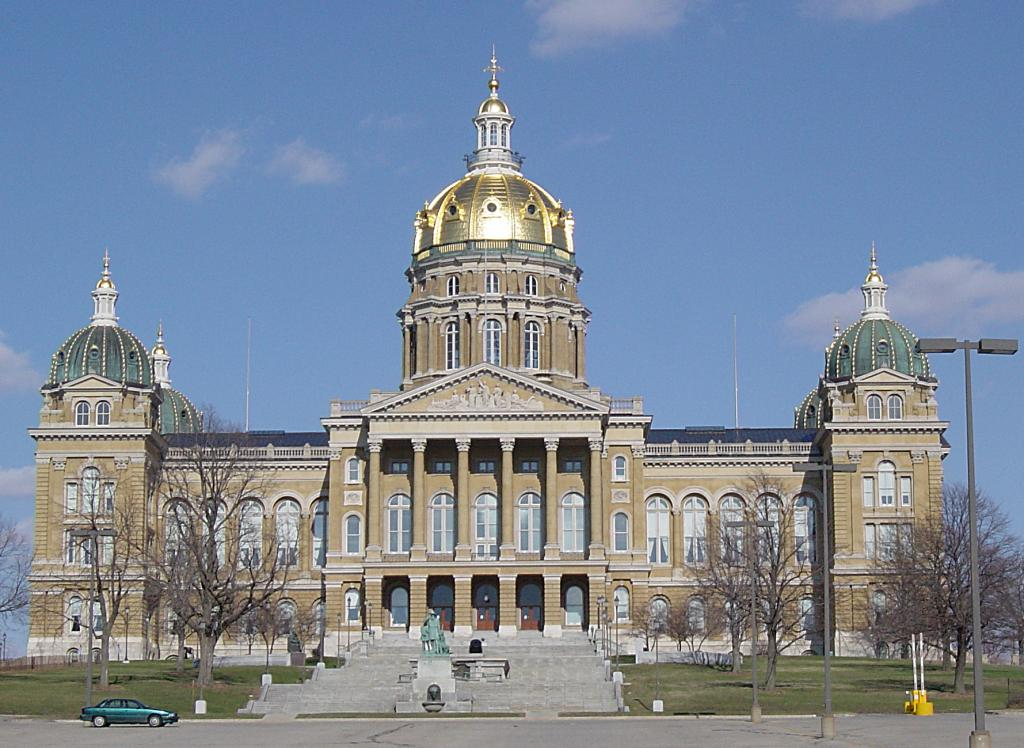
Das Kapitol von Iowa, Sitz der Legislative des Bundesstaats

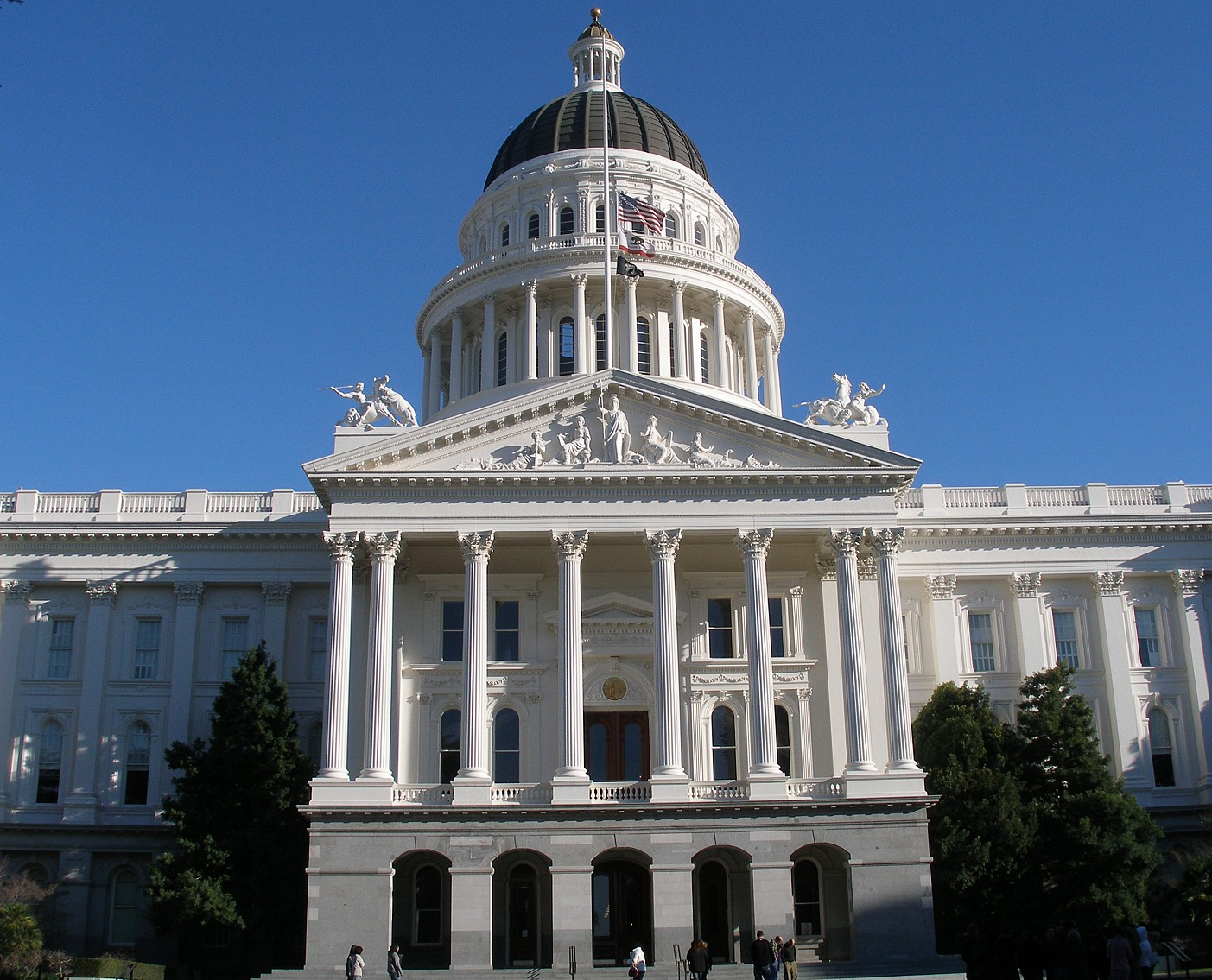
California State Capitol, Sitz der Legislative von Kalifornien

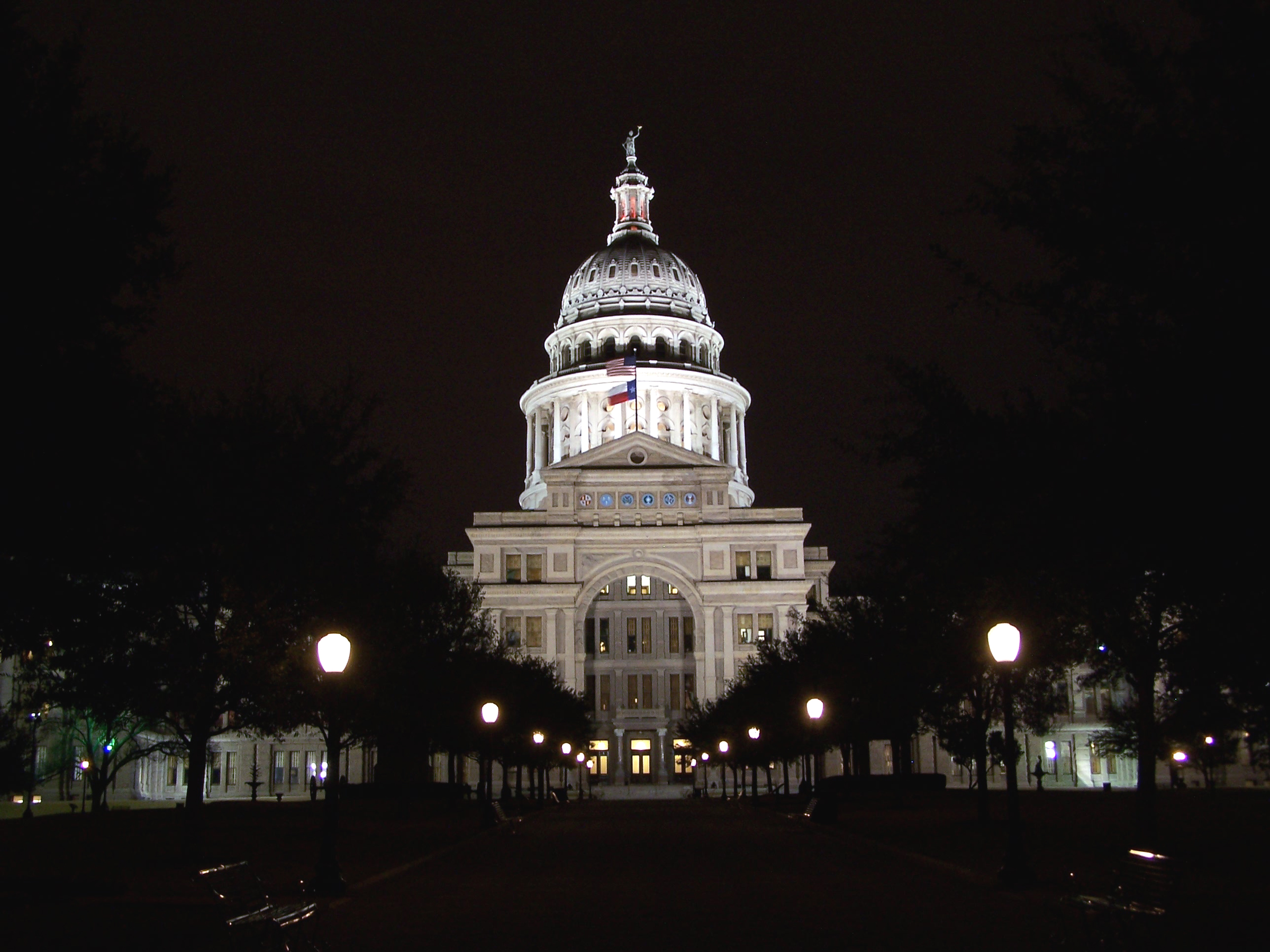
Das Kapitol von Texas bei Nacht, Sitz der texanischen Legislative

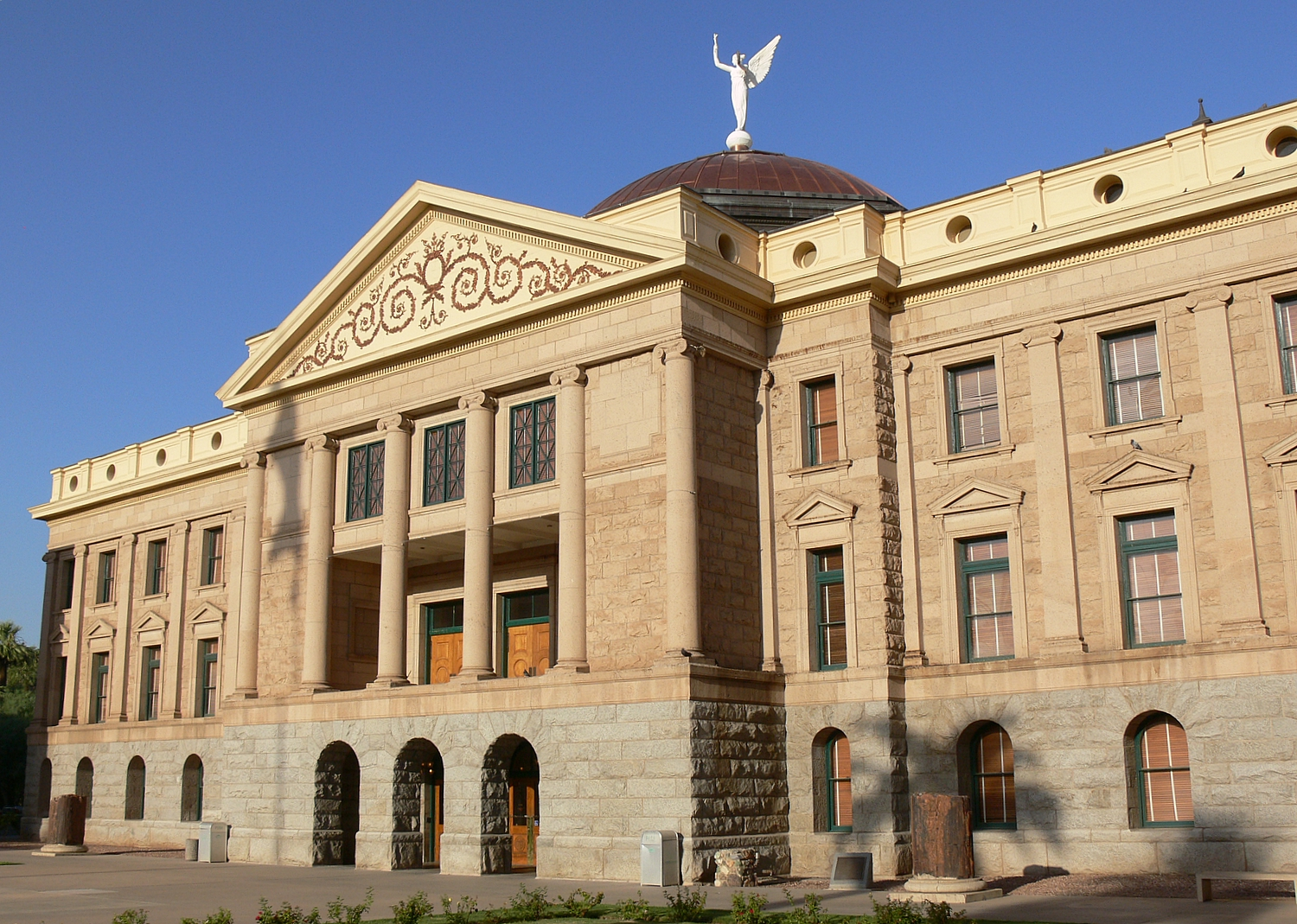
Das Kapitol von Arizona

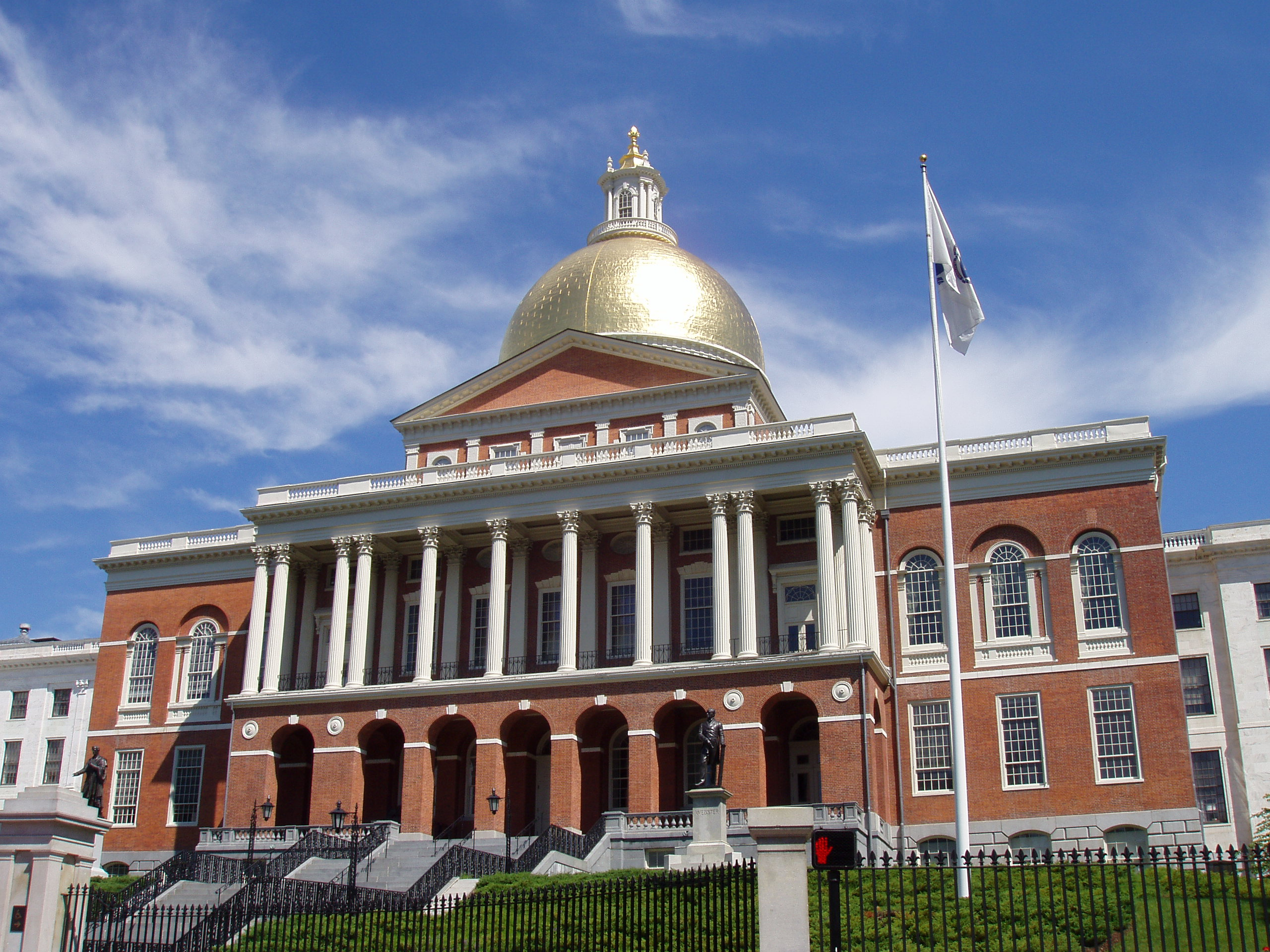
Das Massachusetts State House

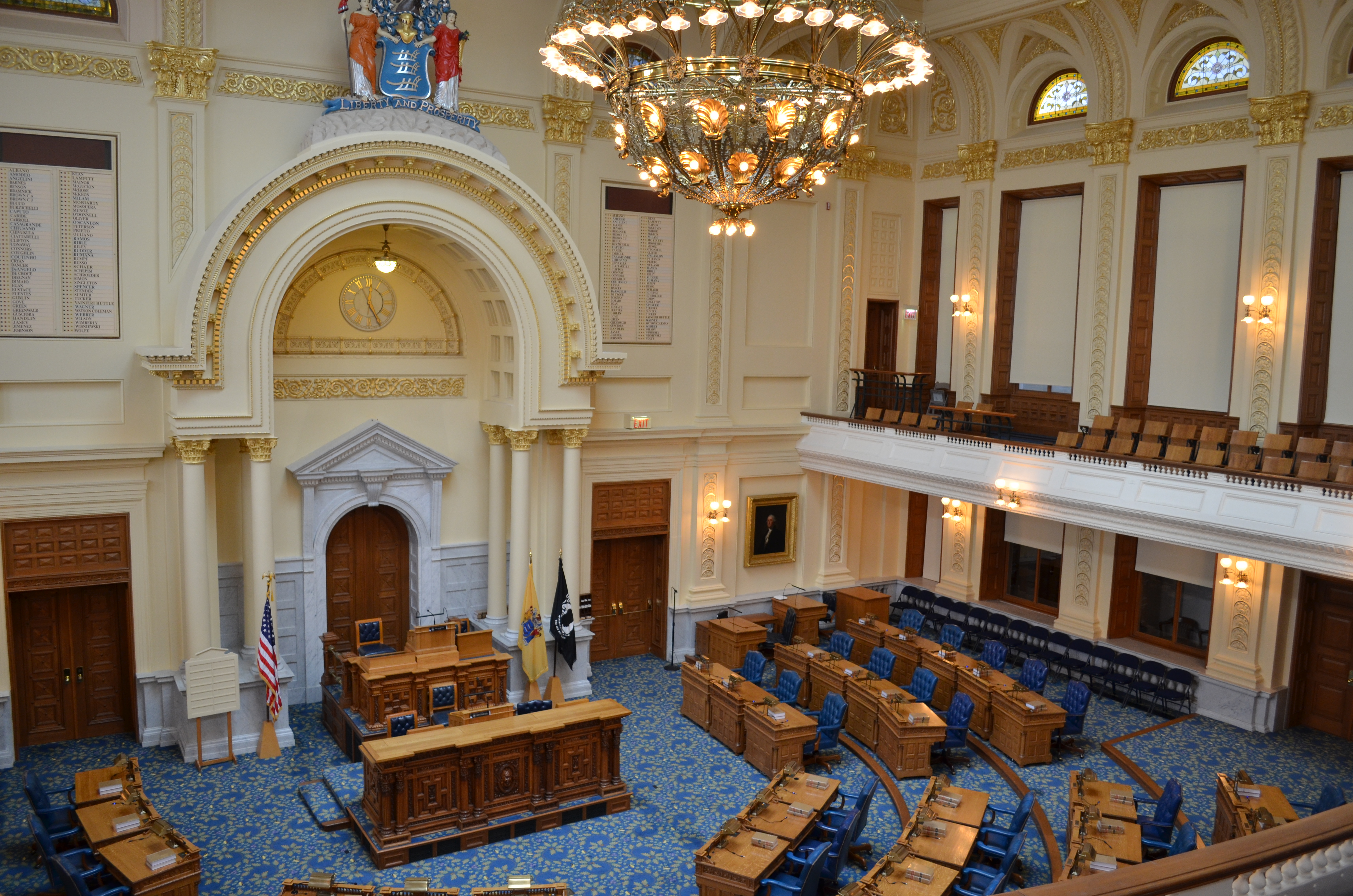
Plenarsaal der General Assembly von New Jersey

Zentrale Aufgabe der bundesstaatlichen Legislative ist die Gesetzgebung sowie die Beschlussfassung beim Staatshaushalt. Wie in jedem Parlament beraten die beiden Kammern Gesetzentwürfe in den verschiedenen Fachausschüssen. Meist erfolgt dieser Beratung getrennt. Für das Zustandekommen von normalen Gesetzen ist normalerweise eine einfache Mehrheit in beiden Kammern notwendig. Zwingend erforderlich ist jedoch, dass beide Kammern einem Entschluss im selben Wortlaut zustimmen. Manche Staaten haben aber für bestimmte Beschlüsse Sonderregelungen; so musste beispielsweise in Kalifornien bis 2011 der Haushalt mit einer Zweidrittelmehrheit verabschiedet werden. Diese Regelung wurde 2010 durch einen Volksentscheid aufgehoben. Dort müssen aber Steuererhöhungen unverändert mit einer Zweidrittelmehrheit beschlossen werden.
Die bundesstaatliche Gesetzgebung umfasst alle Zuständigkeiten, die nicht durch die amerikanische Verfassung ausdrücklich dem Bund (also dem Kongress in Washington) zugewiesen wurden. Weitere Aufgaben in der Gesetzgebung können sich auch aus der Verfassung des jeweiligen Bundesstaates selbst ergeben. Kompetenzen, die seiner Gesetzgebung unterliegen, sind unter anderem:
- Steuern, die vom Bundesstaat erhoben werden
- Haushaltsvergabe
- Strafrecht
- Bildungspolitik
- Familienpolitik
- Sachenrecht
- Bürgerrechte
- Wahlrecht und Parteien
- Landnutzung
- Gesellschaftsrecht
- Öffentlicher Dienst und Verwaltung des Bundesstaates
- Arbeitsrecht

Beschlossene Gesetzesvorlagen bedürfen der Zustimmung des Gouverneurs, der Beschlüsse unterzeichnet und ausfertigt. Gouverneure haben in ihrer Funktion als Staatschef jedoch auch das Recht, gegen Gesetze ein Veto einzulegen. In diesem Fall haben die Bundesstaatsparlamente die Möglichkeit, ein Veto mittels erneuter Abstimmung zurückzuweisen. Hierbei ist jedoch in den meisten Staaten eine Zweidrittelmehrheit erforderlich, nur in wenigen reicht eine einfache oder eine Dreifünftelmehrheit. Kommt die erforderliche Mehrheit nach einem Einspruch des Gouverneurs nicht zu Stande, gilt die Vorlage als gescheitert. Anders als der US-Präsident auf Bundesebene haben die Gouverneure vieler Staaten auch die Befugnis zu einem sogenannten Line-Item-Veto. Dieses sieht die Streichung von einzelnen Passagen in einem Gesetz durch den Gouverneur vor. Für die Zurückweisung eines Line-Item Veto gelten dieselben Regelungen wie für ein Veto gegen ein ganzes Gesetz.
Neben der Gesetzgebung fallen den Staatssenaten meist weitere Aufgaben zu. Da der Gouverneur als Oberhaupt der Exekutive auch hohe Beamte im Staatsapparat sowie Richter an den Verfassungsgerichten der Bundesstaaten ernennt, bedürfen diese Ernennungen meist der Zustimmung der Senate. Eine Sonderregelung ergibt sich in manchen Staaten bei Ernennung eines Vizegouverneurs, beispielsweise, wenn der bisherige Amtsinhaber zurücktritt oder zum Gouverneur aufrückt. Hier müssen auch die Unterhäuser der dem nominierten Kandidaten zustimmen. Manche Bundesstaaten sehen hingegen keine nachträglichen Ernennungen vor, womit vakante Vizegouverneursposten unbesetzt bis zur nächsten Wahl bleiben. Tagen die jeweiligen Senate nicht, kann der Gouverneur auch Posten ohne Zustimmung sofort besetzen. Jedoch müssen die erforderlichen Bestätigungen bei der nächsten Tagung nachgeholt oder zumindest mit einem Votum des Plenums abgelehnt werden.
Da sowohl Abgeordnete als auch Gouverneur direkt und unabhängig voneinander gewählt werden, ist es möglich, dass Parlamentsmehrheit und Gouverneur unterschiedlichen Parteien angehören (siehe Divided government). Auch unterschiedliche Mehrheitsverhältnisse zwischen den beiden Kammern können sich ergeben. Da in den USA sowohl auf Bundesebene als auch in den Staaten Fraktionsdisziplin nicht üblich ist, muss für den Gouverneur die Mitgliedschaft in der Mehrheitspartei nicht unbedingt von Vorteil sein. Für ihn ist es umso wichtiger, sich die Zustimmung der Mandatsträger in der State Legislature zu sichern, ohne die man praktisch kaum regieren kann. Andererseits haben die bundesstaatlichen Parlamente keine Möglichkeit einen Gouverneur einfach abzuwählen, beispielsweise durch ein Misstrauensvotum. Gouverneure können aber durch die Legislative des Amtes enthoben werden, wobei in den Oberhäusern eine Zweidrittelmehrheit erforderlich ist. Die Grundlage für eine solche Amtsenthebung sind jedoch immer rechtliche Verfehlungen bzw. rechtswidrige Handlungen (bspw. Korruption). Ein Amtsenthebungsverfahren aus politischen Gründen ist nicht möglich. In wenigen Bundesstaaten können Gouverneure aber durch das Volk vorzeitig abgewählt werden, wobei aber hohe Hürden bestehen. Amtsenthebungsverfahren (Impeachment), die prinzipiell gegen jeden Mandatsträger im Bundesstaat möglich sind, haben jedoch immer nur die Entfernung aus dem Amt zur Folge. Eine strafrechtliche Verfolgung und/oder Verurteilung kann nur durch ein zuständiges Gericht erfolgen.
Den Legislativen der Bundesstaaten kommt darüber hinaus eine zentrale Rolle bei Änderungen der Verfassung der USA zu. Neben einer Zweidrittelmehrheit in beiden Kongresskammern müssen auch drei Viertel aller Bundesstaaten einer Verfassungsänderung zustimmen. Bei aktuell 50 Bundesstaaten müssen also 38 Parlamente eine Modifikation der Verfassung ratifizieren.
Bis zur Verabschiedung des 17. Zusatzartikel zur Verfassung der Vereinigten Staaten im Jahr 1913 wählten die bundesstaatlichen Legislativen auch die US-Senatoren. Seit dieser Verfassungsänderung werden die Senatoren auf Bundesebene, wie auch Abgeordnete des Repräsentantenhauses, direkt durch die Bürger gewählt.

## Wahlen und Amtszeit

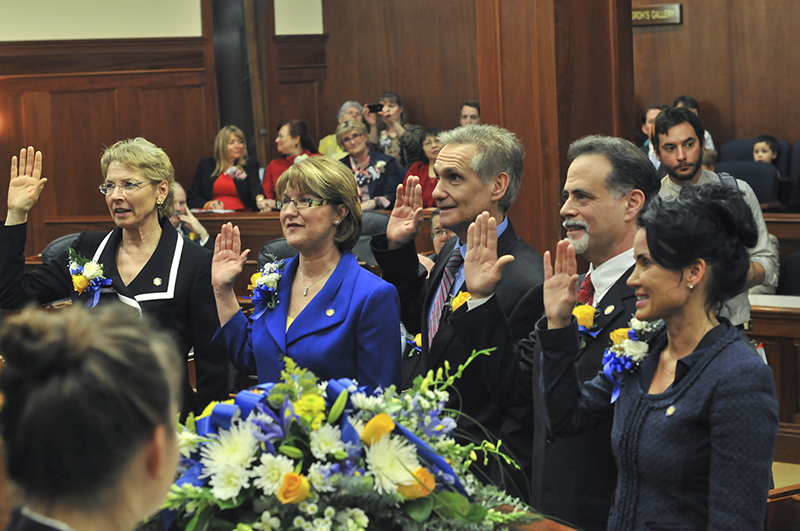
Vereidigung von Staatssenatoren in Alaska (2013)

Wahlen zu den Mitgliedern einer State Legislature erfolgen direkt durch die wahlberechtigte Bevölkerung, also alle US-Bürger, die das achtzehnte Lebensjahr vollendet haben. Alle Bundesstaaten sind für Ober- und Unterhaus in Distrikte eingeteilt, die sich nach der Anzahl der Bevölkerung richten. So soll gewährleistet werden, dass jeder Mandatsträger in etwa dieselbe Anzahl an Bürgern repräsentiert. Auf Basis der in den USA alle zehn Jahre durchgeführten Volkszählungen werden die Distrikte im 10-Jahres-Turnus den neuen Verhältnissen angepasst. Die in manchen Bundesstaaten praktizierte Regelung, Staatssenatoren für die jeweiligen Countys zu wählen, erklärte der Oberste Gerichtshof der USA im Jahr 1964 für verfassungswidrig. Die Wahlbezirke, so die Richter, müssten sich nach der Einwohnerzahl ergeben und nicht einer Verwaltungseinheit.
Die Amtszeiten der jeweiligen Kammern unterscheiden sich von Staat zu Staat. In den meisten Bundesstaaten werden die Mitglieder der Senate für vier und jene der Abgeordnetenhäuser für zwei Jahre gewählt. Mittels Volksentscheiden haben manche Staaten Amtszeitbeschränkungen für Mandatsträger eingeführt, deren Dauer sich aber wiederum je nach Bundesstaat unterscheidet. Auch das passive Wahlrecht variiert je nach Staat.
Die Wahlen finden in den ganzen USA stets am Dienstag nach dem ersten Montag im November statt. Mit Ausnahme von Virginia, Louisiana, Mississippi und New Jersey, die in ungeraden Jahren wählen, erfolgen Wahlen zur State Legislature im zweijährigen Turnus, also parallel zu Präsidentschafts- und Kongresswahlen. Bei zweijährigen Amtsperioden in den Abgeordnetenhäusern werden also je Wahl alle Mandate neu besetzt, während die Senate im Turnus von zwei Jahren je zur Hälfte neu gewählt werden. Da mit Ausnahme von New Hampshire und Vermont Gouverneure auf vier Jahre gewählt sind, erfolgen somit auch in der Mitte der Amtszeit eines Gouverneurs Wahlen zu den bundesstaatlichen Parlamenten.
Nach den legislativen Wahlen konstituieren sich die Parlamente meist circa sechs bis zehn Wochen nach der Wahl (also im Dezember oder Januar nach der Wahl). Den genauen Zeitpunkt bestimmen die jeweiligen Verfassungen der Bundesstaaten.
Die letzten Wahlen zu den State Legislatures fanden im November 2022 statt.

## Tagungen

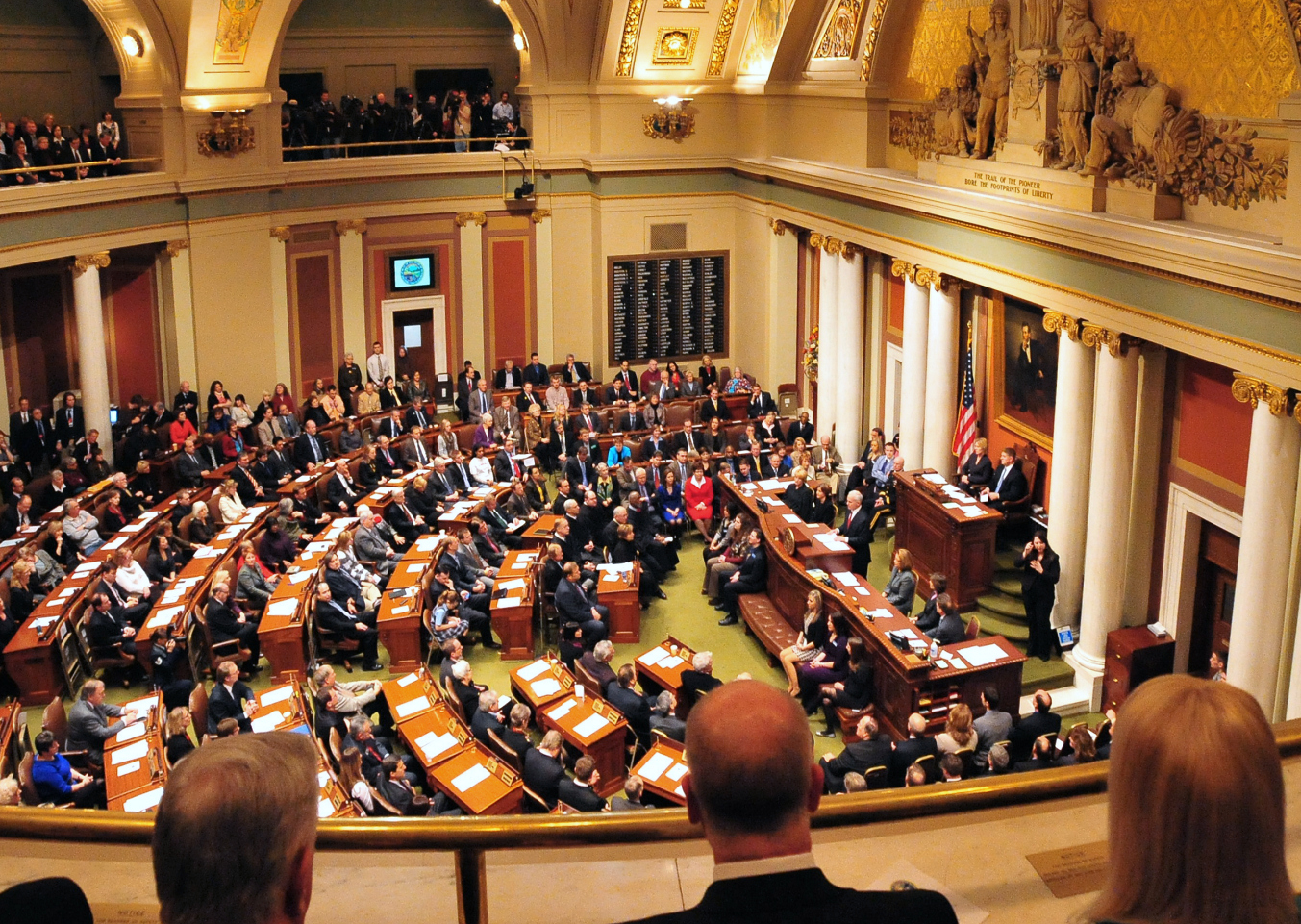
State of the State Address im Jahr 2011 von Gouverneur Mark Dayton (Minnesota)

Bundesstaatsparlamente tagen in den jeweiligen Staatskapitolen, die sich in jeder Hauptstadt eines Staates befinden. Die beiden Parlamentskammern tagen getrennt voneinander, jedoch meist in derselben Woche, sodass die State Legislature beschlussfähig ist. Eine gemeinsame Tagung beider Kammern findet nur bei einer Rede des Gouverneurs statt, der sonst von allen Sitzungen der Legislative ausgeschlossen ist. Ansprachen der Gouverneure finden jeweils mindestens einmal pro Jahr, nämlich zu Jahresbeginn, statt. Diese als State of the State Address bezeichneten Regierungserklärungen sind durch die bundesstaatlichen Verfassungen vorgeschrieben und haben den Zweck, die Parlamentsmitglieder über die Lage des Bundesstaats zu unterrichten. Hierbei können Gouverneure auch konkrete Gesetzgebungsvorschläge machen. Eine Debatte findet jedoch nicht statt, nach der Ansprache verlässt der Gouverneur den Plenarsaal wieder.
Es gibt in den USA keine einheitlichen Intervalle für Tagungen. In den Staaten mit weniger Einwohnern handelt es sich um Feierabendparlamente, wobei die Tagungen auf wenige pro Jahr festgelegt sind. Hier haben die Mandatsträger meist noch einen anderen Beruf. Bevölkerungsstärkere Bundesstaaten, besonders Kalifornien, New York, Pennsylvania und Michigan haben hingegen Vollzeitparlamente, die in ihrer Arbeitsweise mit dem Kongress auf Bundesebene vergleichbar sind. Entsprechend erhalten die Abgeordneten hier auch höhere Entlohnungen und sind vollberuflich Mitglieder des bundesstaatlichen Parlaments.